# Jurassic Coast
Jurassic Coast (dansk: Jurakysten) er en 155 kilometer lang strækning langs kysten af det østlige Devon og Dorset i England. Den strækker sig mellem Orcombe Point nær Exmouth i East Devon og Old Harry Rocks ved Swanage i East Dorset. Området har klipper dannet i trias, jura og kridt, det vil sige 180 millioner år geologisk historie. Jurassic Coast blev i 2001 det første naturområde i Storbritannien, der blev optaget på UNESCOs Verdensarvsliste.
Kysten har mange unikke geologiske formationer, herunder en naturlig bue ved Durdle Door, en bugt og kalkstensformationer ved Lulworth Cove og øen Portland.

## Byer i området
- Abbotsbury
- Bridport
- Budleigh Salterton
- Charmouth (med Charmouth Heritage Coast Centre)
- Lulworth
- Lyme Regis
- Sidmouth
- Swanage
- Weymouth

- Wikimedia Commons har flere filer relateret til Jurassic Coast